# André Pailler
André Pailler (* 16. November 1912 in Henvic; † 16. August 1994) war ein französischer römisch-katholischer Geistlicher, Erzbischof von Rouen und Primas der Normandie.

## Leben
Sein Vater Claude Pailler, ein Unteroffizier der Französischen Marine, starb während des Ersten Weltkriegs auf Korfu, als André Pailler fünf Jahre alt war. Als Kriegswaise wurde der junge André pupille de la Nation. Er besuchte die Schule in Henvic und später das Kolleg in Saint-Pol-de-Léon. 1929 trat er in das Seminar von Quimper ein, wo er 1935 Lehrer wurde. Die Priesterweihe empfing André Pailler am 22. Juli 1935 in der Kathedrale von Quimper. 1936 erlangte er einen Doktortitel in Philosophie und Theologie. Während des Zweiten Weltkriegs wurde er 1940 eingezogen, bis 1945 war er Kriegsgefangener. Danach wurde er Pfarrer in der Nähe von Brest.
Papst Johannes XXIII. ernannte ihn am  7. April 1960 zum Titularbischof von Adada und zum Weihbischof in Rouen. Die Bischofsweihe spendete ihm am 14. Juni 1960 der Erzbischof von Rouen, Joseph-Marie-Eugène Martin, Mitkonsekratoren waren André-Pierre-François Fauvel, Bischof von Quimper, und Jean-Marie Mazé MEP, ehemaliger Apostolischer Vikar von Hưng Hóa (Vietnam). Am 19. Mai 1964 wurde André Pailler zum Koadjutorerzbischof von Rouen ernannt, nach dem Rücktritt von Joseph-Marie-Eugène Kardinal Martin am 29. Mai 1968 folgte er diesem auf dem erzbischöflichen Stuhl von Rouen nach. André Pailler nahm an allen vier Sitzungsperioden des Zweiten Vatikanischen Konzils teil.
Am 6. Mai 1981 gab Papst Johannes Paul II. seinem Rücktrittsgesuch statt.
André Pailler starb am 16. August 1994 und wurde seinem Wunsch entsprechend in seinem Heimatort Henvic beigesetzt.